# State Street (Manhattan)
State Street (en inglés Calle Estado) es una calle corta en el Distrito Financiero de Manhattan, Nueva York. Su recorrido es de este a norte desde Whitehall Street siguiendo el trazo de Water Street, luego voltea al norte en Battery Park siendo su límite este. Luego de cruzar las calles Pearl y Bridge, termina en la esquina noreste del parque en Bowling Green, donde la vía continúa al norte como Broadway y al oeste como Battery Place.  
State Street se aproxima a la orilla original de la isla de Manhattan antes de fuera expandida en terrenos ganados al río.

## Historia

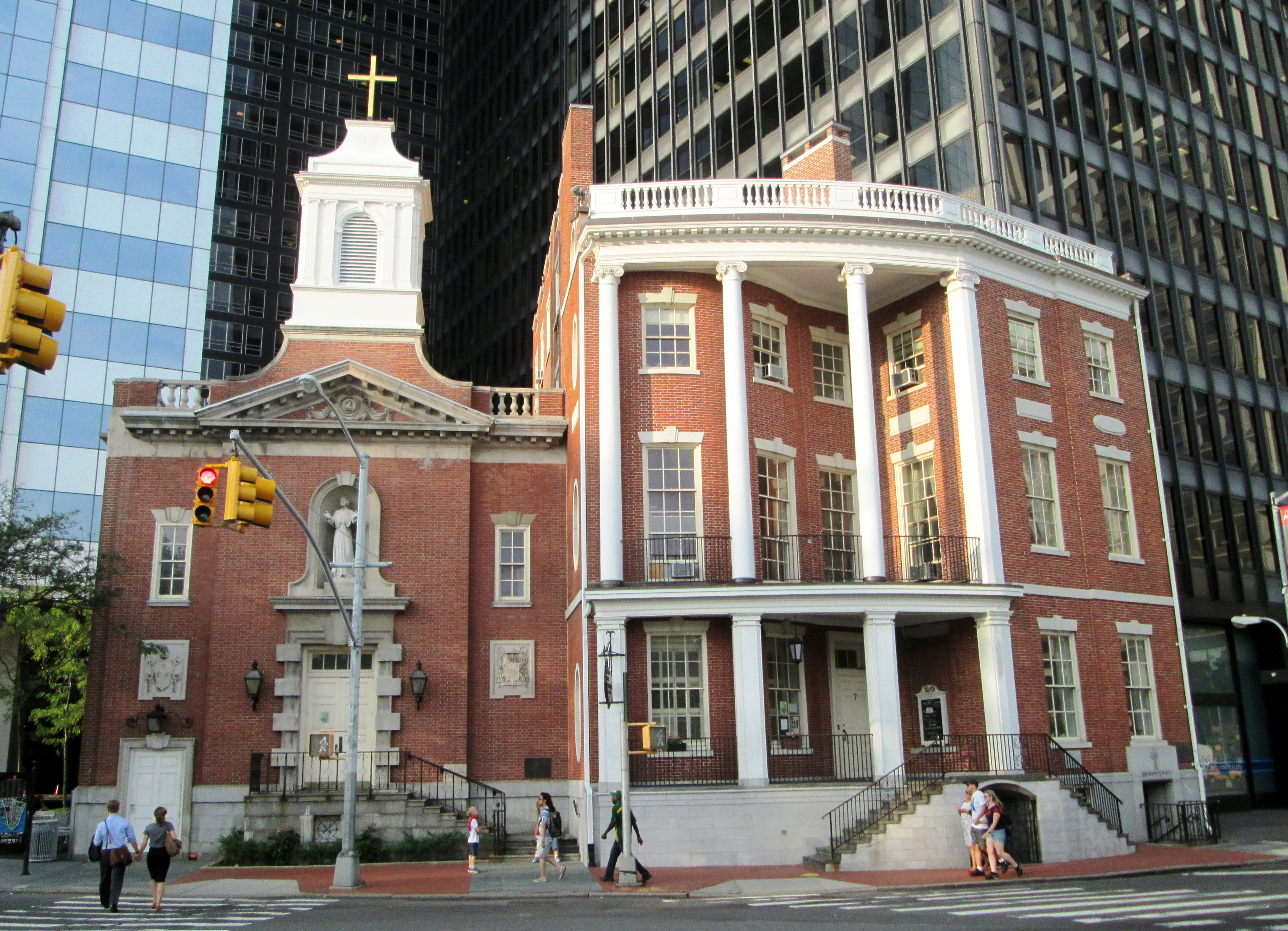
La antigua James Watson House (derecha) y el Santuario de Santa Isabel Ana Seton (izquierda) en State Street

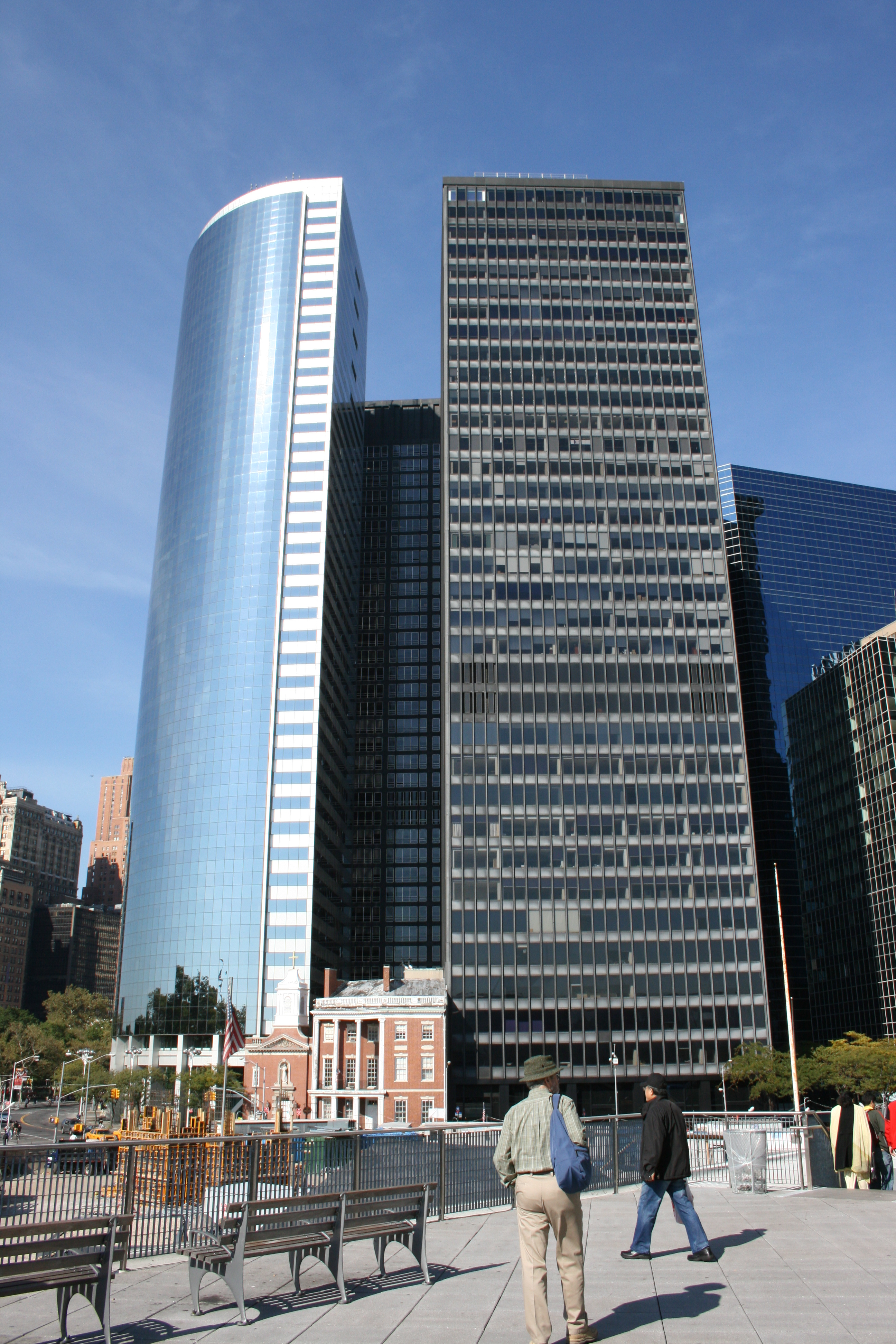
Vista de State Street desde South Ferry. El edificio a la izquierd es 17 State Street; entre los dos edificios altos se puede ver a nivel de la calle la James Watson House de ladrillo y la Iglesia de Nuestra Señora del Rosario (el Santuario de Santa Isabel Ana Seton)

De acuerdo con el Plano de Castello de 1660, el fuerte original construido por los colonos neerlandeses en Nueva Amsterdam, Fort Amsterdam, estuvo ubicado donde hoy está State Street. En 1790, la casa estatal de gobierno fue construida en el sitio donde se levantba el fuerte. La calle fue llamada originalmente "Copsey Street" en honor al pueblo de nativos americanos Kopsee, que se ubicaba en las cercanías. Fue renombrado por el consejo de la ciudad en honor de la casa de gobierno (State House) en 1793 o 1795. En ese momento era una de las mejores zonas residenciales, una categoría que mantuvo hasta después de la Guerra Civil. 
Alrededor de 1808, Robert Fulton compró una mansión en State Street en la esquina con Marketfield Street, que estaba cerca de la actual ubicación de Bowling Green.: 28   Luego, en 1819, Herman Melville nació en una casa cerca al número 15 de State Street.: 12 
Una de las casas adosadas en State Street frente al Battery fue la James Watson House, construida en 1793 en el 7 State Street, que, en ese momento, era el 6 State Street. Las mansiones tenían vista libre del Puerto de Nueva York.: 30  La casa Watson es la última casa que queda en la calle de esa era.
En 1883, la James Watson House y el edificio vecino en el 8 State Street se convirtió en la Misión de Nuestra Señora del Rosario, que veló por el cuidado de niñas irlandesas inmigrantes. Para inicios de los años 1960, ambos edificios se encontraban deteriorados. El 8 State Street fue derribado y reemplazado en 1964 por la Iglesia de Nuestra Señora del Rosario diseñada por Shanley & Sturgis; mientras la antigua Watson house fue vaciada para convertirse en la rectoría de la iglesia. Hoy ambos edificios son parte del Santuario de Santa Isabel Ana Seton, la primera santa nacida en el territorio que luego serían los Estados Unidos. Seton vivió en el 8 State Street entre 1801 a 1803, luego de que la quiebra de su familia los forzara a dejar su casa en Stone Street.: 167 
En el extremo norte de la calle, se levanta la Alexander Hamilton U.S. Custom House entre Bowling Green y Bridge Street. Fue construido entre 1901 a 1907. Diseñado por Cass Gilbert, originalmente sirvió como aduana del puerto de Nueva York. Desde 1994, alberga el George Gustav Heye Center del Museo Nacional del Indígena Americano. El edificio es un Monumento Histórico de Nueva York y un Monumento Histórico Nacional.
Casi al mismo tiempo que se edificaba la oficina de aduanas, el Seaman's Church Institute construía el edificio para su sede principal de 13 pisos, incluyendo una capilla, en el 7 State Street, diseñado por Warren & Wetmore. El edificio que empezó a construirse en 1906, tenía además una sala de conferencias, una sala de lectura, un banco, una escuela para marinos mercantes y una oficina de empleo, todos para el uso de marineros. Un hotel en el edificio podía, luego de la construcción de un anexo en 1929, alojar a 1,614 hombres. La torreta esquinera del edificio tenía un faro con un alcance de 20 kilómetros, quera un memorial a los muertos del desastre del Titanic.  El instituto se mudó al 15 State Street en 1968, a un edificio de ladrillo de 23 pisos diseñado por Eggers & Higgins que mostraba una proa con cruz que se elevaba por toda la altura del edificio. El instituto se mudó de este edificio en 1991. El faro del primer edificio fue rescatado y puesto en el South Street Seaport.: 244–45 : 23 
En el sitio del segundo edificio del Seaman's Church Institute se encuentra 17 State Street, construido entre 1987 y 1989, y diseñado por Emery Roth and Sons, un edificio de oficinas de 41 pisos y 165 metros de altura, con una fachada curva de muro cortina que, conforme a la AIA Guide to New York City, forma un "brillante espejo columnado".: 11   El edificio es uno de varios edificios de oficinas que ahora pueblan la calle. 
El New Amsterdam Plein and Pavilion, en la Plaza Peter Minuit en la intersección de State Street con Whitehall Street, fue un regalo de los Países Bajos a la ciudad de Nueva York en honor del 400 aniversario de la llegada de Henry Hudson a la bahía de Nueva York en 1609. El pabellón de 460 metros cuadrados, con la forma de una flor, fue diseñado por los arquitectos neerlandeses Ben van Berkel y Caroline Bos, y muestra barras radiantes de LEDs; es tanto un café como centro de visitantes. La plaza es una plataforma apaisajada ("plein" en neerlandés) con bancas de diseño moderno, pasarelas con pasajes grabados del poema de Russell Shorto The Island at the Center of the World, acerca de la fundación de la ciudad, y un mapa del Plano de Castello de Nueva Amsterdam en 1660, grabado en piedra.